# Abernethy biscuit

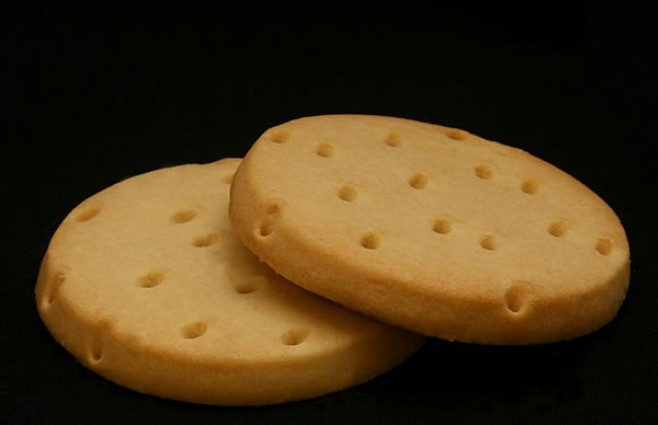
Abernethy Biscuits

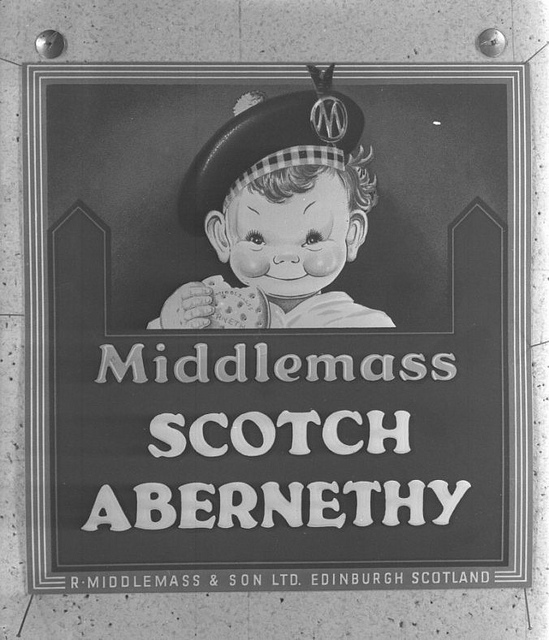
Plaque hommage Middlemass, Scottish Abernethy

L' Abernethy biscuit est un biscuit inventé par John Abernethy pour faciliter la digestion. 

## Historique
Abernethy pensait que la plupart des maladies étaient dues à des troubles de la digestion. Le biscuit Abernethy est un type de biscuit digestif conçu à l'origine pour être consommé comme support à une bonne digestion. En créant son biscuit, Abernethy suivait la tendance d'autres médecins praticiens comme William Oliver ou Sylvester Graham.
L'Abernethy biscuit connaît quelques occurrences historiques :
- William Gladstone l'utilise exclusivement pour son seul déjeuner[2].
- Dans le livret de l'opéra comique Princess Toto (en) de William S. Gilbert représenté pour la première fois le 24 juin 1876), le roi se déguise en biscuit d'Abernethy[3].
- Dans le premier roman de Charles Dickens, Les Papiers posthumes du Pickwick Club, le personnage de M. Solomon Pell est retrouvé, « à la cour, se régalant, [...], avec une collation froide d'un biscuit Abernethy et d'un saveloy (en) »[4].

## Description
Le biscuit Abernethy est une adaptation du biscuit de mer avec un ajout de sucre (pour l'énergie) et de graines de carvi réputées pour prévenir les flatulences. Y est aussi ajouté du bicarbonate d'ammonium. 
L'Abernethy biscuit est toujours populaire en Écosse. Il est fabriqué commercialement par Simmers (Édimbourg), Browns Bakery (Orcades), Walls Bakeries (Shetland) et Stag Bakeries (Île de Lewis).